# اس‌ام او-۱۲۴
اس‌ام یو-۱۲۴ (به انگلیسی: SM U-124) یک زیردریایی بود که طول آن ۸۱٫۵ متر (۲۶۷ فوت) بود. این زیردریایی در سال ۱۹۱۸ ساخته شد.